# Жетня
Жетня (пол. Rzetnia, нім. Mühlbach) — село в Польщі, у гміні Кемпно Кемпінського повіту Великопольського воєводства.
Населення — 538 осіб (2011).
У 1975-1998 роках село належало до Каліського воєводства.

## Демографія
Демографічна структура станом на 31 березня 2011 року:
|          | Загалом | Допрацездатний вік | Працездатний вік | Постпрацездатний вік |
| -------- | ------- | ------------------ | ---------------- | -------------------- |
| Чоловіки | 286     | 52                 | 200              | 34                   |
| Жінки    | 252     | 47                 | 132              | 73                   |
| Разом    | 538     | 99                 | 332              | 107                  |